# Potamarius grandoculis
Potamarius grandoculis es una especie de pez de la familia Ariidae en el orden de los Siluriformes.

## Morfología
Los machos pueden llegar alcanzar los 35 cm de longitud total.

## Hábitat
Es un pez bentopelágico y de clima tropical.

## Distribución geográfica
Se encuentran en Sudamérica: ríos  Doce y  Paraíba do Sul.